# Magallón
Magallón es un municipio español de la provincia de Zaragoza, en la comunidad autónoma de Aragón. Tiene una población de 1093 habitantes (INE 2024).

## Geografía
Integrado en la comarca de Campo de Borja, se sitúa a 57 km de la capital provincial. El término municipal está atravesado por la carretera nacional N-122 en los pK 50, 55-56 y 58-59 además de por la carretera autonómica A-121 (Magallón-La Almunia de Doña Godina) y por una carretera local que conecta con Agón. 
El relieve del municipio es predominantemente llano pero con cerros dispersos entre los que discurren acequias para el regadío. Destacan los cerros Pedregosa (501 m) y Agudo (460 m). El río Huecha riega las cercanías del pueblo. La altitud oscila entre los 512 m en un cerro al suroeste y los 285 m al noreste, cerca de la ribera del Ebro. El pueblo se alza a 419 m sobre el nivel del mar. El municipio tiene una superficie de 78,61 km². 
El Camino de Santiago de Soria, también llamado Castellano-Aragonés, pasa por la localidad. 
| Noroeste: Agón y Borja         | Norte: Agón, Bisimbre y Mallén | Noreste: Gallur                   |
| Oeste: Borja y Albeta          |                                | Este: Boquiñeni, Luceni y Pedrola |
| Suroeste: Alberite de San Juan | Sur: Pozuelo de Aragón         | Sureste: Pedrola                  |

## Historia
En el proceso histórico de la villa, se diferencias varias etapas que vienen dadas por los distintos pueblos que llegan a ella como son; los íberos, romanos, árabes y judíos y finalmente de aragoneses y castellanos en el proceso de reconquista.
Los primeros vestigios de asentamientos son íberos de los que aparte de haberse encontrado restos arqueológicos tales como herramientas de sílex y restos de cerámica también nos han dejado monedas de la ceca que aquí tuvieron en el siglo I a. C. Esta ceca estaba en la población de Caraues (Caravis). A la que se sitúa en la ubicación de la actual Villa. También hay abundantes indicios de asentamientos íberos en las cercanías, como El Quez y Carraveruela.
Como información, no totalmente contrastada, se da como posible un desplazamiento temporal de la población íbera hacia la zona hoy conocida como Calvos y que es mencionada en textos antiguos como “Caravos”.
Es durante la etapa de dominación romana cuando aparece la primera referencia escrita del asentamiento original de Magallón, conocido entonces como Caraví, y que se hace en el Itinerario de Antonino  “Asturiga per Cantabria Caesaraugusta” que fue escrito en el siglo III y que la ubica en el tramo de la calzada romana entre Turiaso y Figueruelas y en punto equidistante 18 millas de Tarazona y 36 millas de Caesaraugusta lo que coincide con el actual Magallón.
De esta etapa de dominación romana también existen numerosos vestigios en forma de villas romanas, cerámicas, y utensilios así como de un bronce sobre litigios de aguas que hoy se encuentra en el Museo de Zaragoza y que fue encontrado a corta distancia de la Villa en el término de Agón.
A esta etapa le sigue la de dominación musulmana a partir del año 714 (de la época visigoda no se ha encontrado ninguna información) y que perdura, en esta zona de Aragón, hasta el año 1119 en al que Alfonso I el Batallador la reconquista.
En este mismo periodo convivió con musulmanes y los descendientes del lugar un grupo de personas y de religión judía. De este periodo solo tenemos una información detallada del momento de su expulsión y referente a las familias, sus componentes, sus posesiones y las transacciones a que dio lugar ese capítulo de la historia. También se detallan los bienes inmuebles que poseía la comunidad judía entre las que encontraba la sinagoga, un hospital y los baños públicos (baños de unas características especiales delimitadas por sus creencias y costumbres).
El barrio de la comunidad judía, como se ha indicado anteriormente, se hallaba situado entre los barrios del Calentejo y San Miguel.
Fue en la época medieval, como se ha indicado con anterioridad, cuando Magallón como pueblo alcanzó su máximo esplendor y es en esta época cuando se construyen las iglesias de Santa María de la Huerta, algunas de las casas nobiliarias y sobre las ruinas del castillo se levanta la iglesia parroquial de San Lorenzo, construcciones que en su mayoría permanecen en buen estado y pueden ser contemplados en visitas a la villa.
Es también en esta época y aunque no hay datación exacta que Magallón ostenta el honroso título de villa pero sin embargo a título informativo diremos que ya en el año 1243 existen documentos que la citan con este título. Posteriormente, en el año 1430, Alfonso V la incorpora a la corona como villa real.
Dentro del periodo histórico comprendido entre los siglos XII al XVI hubo una gran convulsión en la que tres acontecimientos tuvieron gran incidencia en el devenir de la Villa; la guerra de la reconquista, la expulsión de los judíos y la posterior expulsión de los musulmanes. De estos dos últimos ya hemos ofrecido parte de la información disponible.
Dentro de la guerra de la reconquista hubo una serie de acontecimientos que fueron dejando su huella; la reconquista del territorio en sí mismo, su estabilización y las guerras internas entre los reyes de la zona reconquistada. En 1366, la ciudad fue tomada por Bertrand Du Guesclin y Guillaume Boitel a la cabeza del ejército francés en nombre del rey Enrique II de Castilla.
Pocos datos hay sobre este periodo a pesar de que en el momento de la toma de Magallón por los cristianos, el 20% de la población es musulmana. 
Después de 1492, se sabe sin embargo que se les permitió morar en Magallón con dos condiciones; 1.ª que se convirtieran al cristianismo y 2.ª que pasaran a vivir extramuros de la fortaleza, cosa que hicieron pasando a lo que hoy se conoce como barrio de la Morería. De la importancia de este grupo de la población da fe, aparte de su fuerte presencia en la manutención de las infraestructuras agrícolas y artesanales, el descubrimiento del cementerio musulmán del Quez (situado a ½ km de la villa y ya en el término de Alberite de San Juan) que es el segundo en importancia de España detrás del de San Nicolás en Murcia capital. De este cementerio, que solo fue excavado parcialmente, se exhumaron 127 restos humanos. Su presencia en la vida de la villa desapareció con su expulsión en el año 1610.
En 1882 varios pueblos de la comarca de Borja, formaron una comisión donde mandaron un informe a la Compañía de Ferrocarril Norte para intentar crear la línea de ferrocarril Borja-Cortes, que fue inaugurada el 27 de mayo de 1889.

## Demografía
Magallón cuenta con una población de 1093 habitantes (INE 2024).
| Gráfica de evolución demográfica de Magallón entre 1842 y 2021                                                      |
| |
| Población de derecho según los censos de población del INE Población de hecho según los censos de población del INE |

## Administración y política
| Período         | Alcalde                 | Partido             |  |
| --------------- | ----------------------- | ------------------- |  |
| 1979-1983       | Jerónimo Navarro Manero | PSOE                |  |
| 1983-1987       | Jerónimo Navarro Manero | PSOE                |  |
| 1987-1991       | Juan José Bona Brocate  | PAR                 |  |
| 1991-1995       | Juan José Bona Brocate  | PAR                 |  |
| 1995-1999       | Juan José Bona Brocate  | PAR                 |  |
| 1999-2003       | Juan José Bona Brocate  | PAR                 |  |
| 2003-2007       | Víctor Chueca Rodríguez | PSOE                |  |
| 2007-2011       | Víctor Chueca Rodríguez | PSOE                |  |
| 2011-2015       | Víctor Chueca Rodríguez | PSOE                |  |
| 2015-2019       | Víctor Chueca Rodríguez | PSOE                |  |
| 2019-2023       | Víctor Chueca Rodríguez | PSOE                |  |
| 2023-actualidad | Esteban Lagota Lázaro   | Aire Nuevo Magallón |  |

| Partido político    | Partido político                                   | 2003   | 2007   | 2011   | 2015   | 2019   | 2023   |
| Partido político    | Partido político                                   | Ediles | Ediles | Ediles | Ediles | Ediles | Ediles |
|                     | Partido de los Socialistas de Aragón (PSOE-Aragón) | 4      | 8      | 8      | 7      | 4      | —      |
|                     | Aragón Sí Puede                                    | —      | —      | —      | —      | 2      | —      |
|                     | Partido Popular de Aragón (PP)                     | —      | —      | 1      | —      | —      | —      |
|                     | Partido Aragonés (PAR)                             | 4      | 1      | —      | —      | —      | —      |
|                     | Chunta Aragonesista (CHA)                          | 1      | —      | —      | —      | —      | —      |
|                     | Aire Nuevo Magallón                                | —      | —      | —      | —      | 5      | —      |
| Total de concejales | Total de concejales                                | 9      | 9      | 9      | 9      | 9      | —      |

## Patrimonio

### Castillo de Magallón
En el periodo de estabilización tuvo lugar la construcción del castillo de Magallón que sirvió de punto de defensa en la frontera de los territorios reconquistados y que tuvo una gran importancia en la guerra de los Pedros (Pedro IV el Ceremonioso de Aragón y Pedro I el Cruel de Castilla) y que acabó con la destrucción del castillo en 1369.
Es durante esta época y a la finalización de las guerras cuando se inician algunas de las grandes construcciones de Magallón de las que pasaremos a dar una información más detallada.
En el promontorio conocido como El Castillo se asentó la fortaleza de la que sólo queda la Torre del Homenaje que hoy forma parte de la iglesia de San Lorenzo como torre campanario.
Del inicio de la construcción del castillo no existe documentación pero se puede indicar, con bastante fiabilidad, que debió ser entre 1130 y 1200, ya que esta fortificación forma parte de una serie de castillos de una línea defensa aragonesa en las que estaban incluidos los castillos de Los Fallos, Lituenigo, Litago, Trasmoz, Vera de Moncayo, Añon, Herrera, Talamante, Bulbuente, Borja, Magallón, Agón y Mallén.
De algunos de estos castillos sí que se tiene documentación del inició de su construcción y datan de las fechas antes indicadas por lo que cabe deducir que fue en aquellos años cuando se construyó el de Magallón. Hay constancia documental de que en 1363 todavía permanecía en pie y de que las murallas del perímetro de la Villa fueron reparadas en 1610.

### Iglesia de Santa María de la Huerta

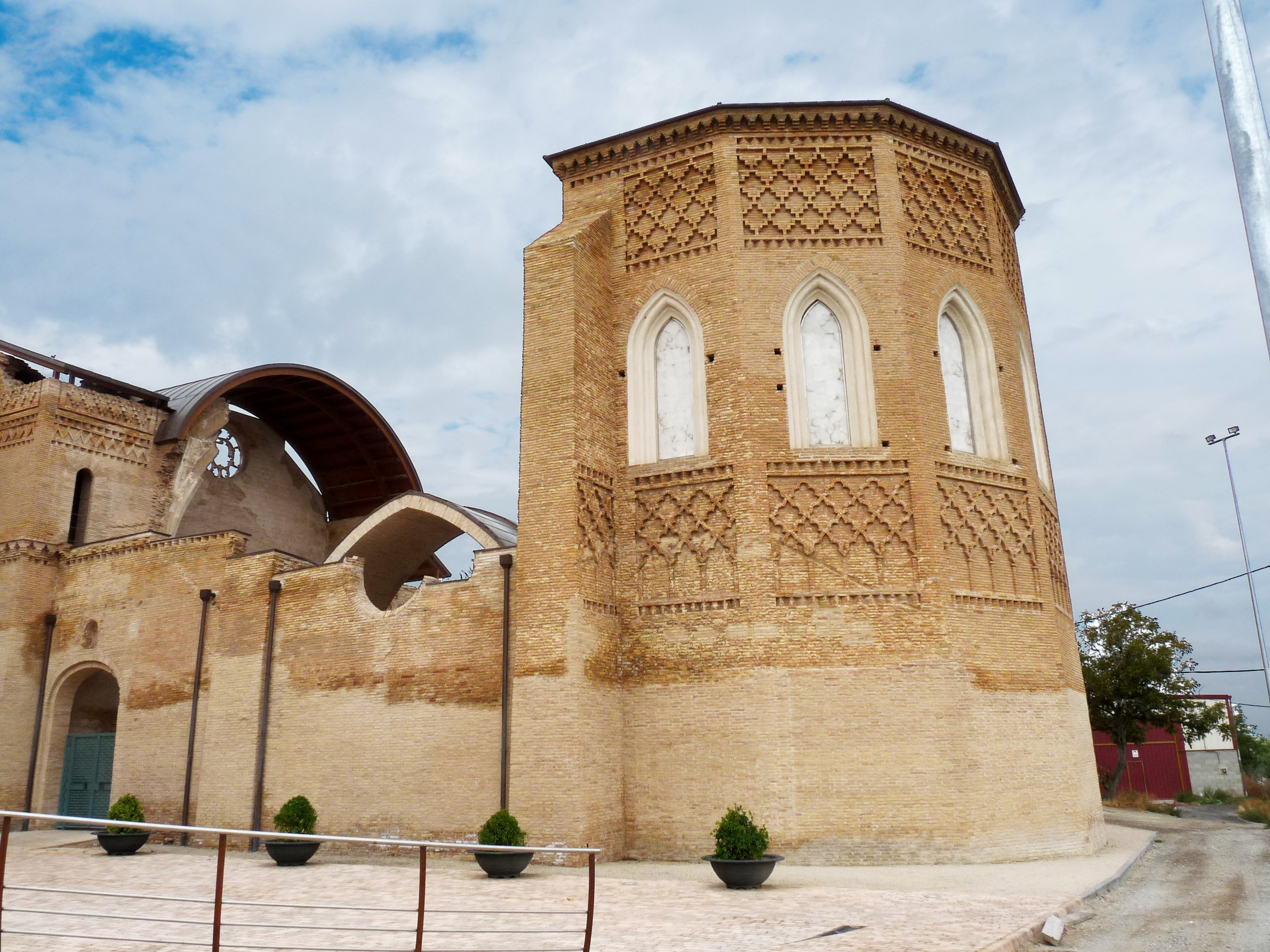
Iglesia de Santa María de la Huerta

Es una iglesia de estilo mudéjar con ábside de siete lados, del que existen solo dos ejemplares en todo Aragón y que presenta trazos levantinos.
Se inició su construcción en 1350 sobre una antigua ermita en la que descansó y oró el rey Jaime I en agosto de 1257.
Fue en esta ermita donde se hallaba la talla románica de la Virgen con el Niño que hoy se encuentra en otra ermita, esta vez en el término de Leciñena, y de la que hay una leyenda preciosa.
De la iglesia mudéjar queda aún en pie el ábise, dos torreones y sus paños de escaleras por las que se alcanzaba el coro, contrafuertes y muros, también se pueden apreciar frescos esgrafiados.

### Antiguo convento de los Padres Dominicos

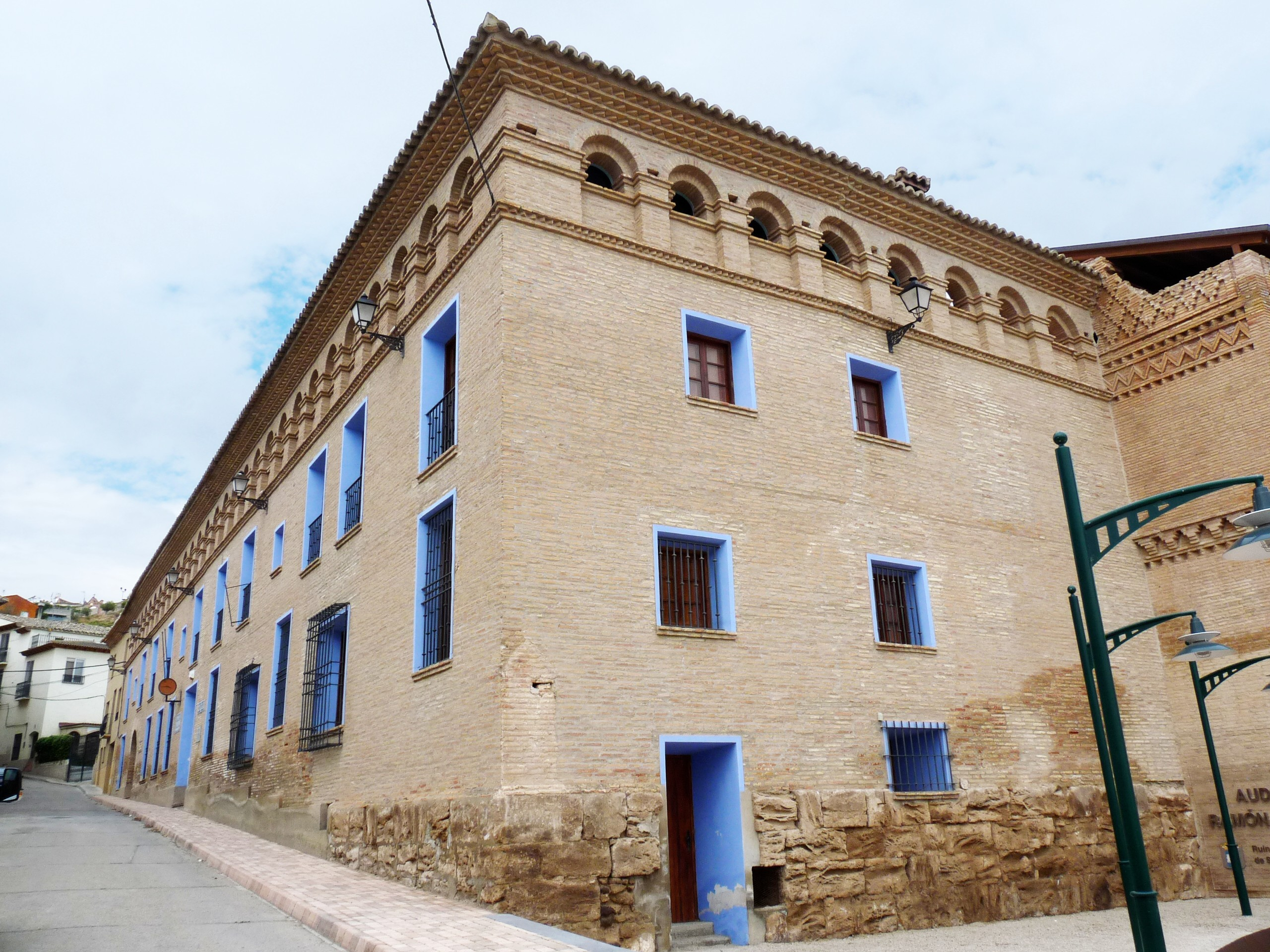
Convento de los Padres Dominicos

Posteriormente, en 1612 se edificó el convento que dio cobijo a los frailes Dominicos, edificio que hoy sirve a la vez como casa de cultura y casa consistorial, esto último en espera de la rehabilitación de una nueva sede en la plaza de España (plaza del Mercado).
Recientemente, en los programas de restauración de edificios de gran interés de la Diputación de Zaragoza, se procedido a la financiación de un estudio de rehabilitación de esta iglesia que fue declarada Monumento Nacional el 22 de diciembre de 1982 y posterior y conjuntamente con el resto del mudéjar aragonés fue declarada Patrimonio de la Humanidad el 14 de diciembre de 2001. Existe una abundante información gráfica de esta iglesia en los Archivos Fotográficos de Mas en Barcelona.

### Iglesia de San Lorenzo

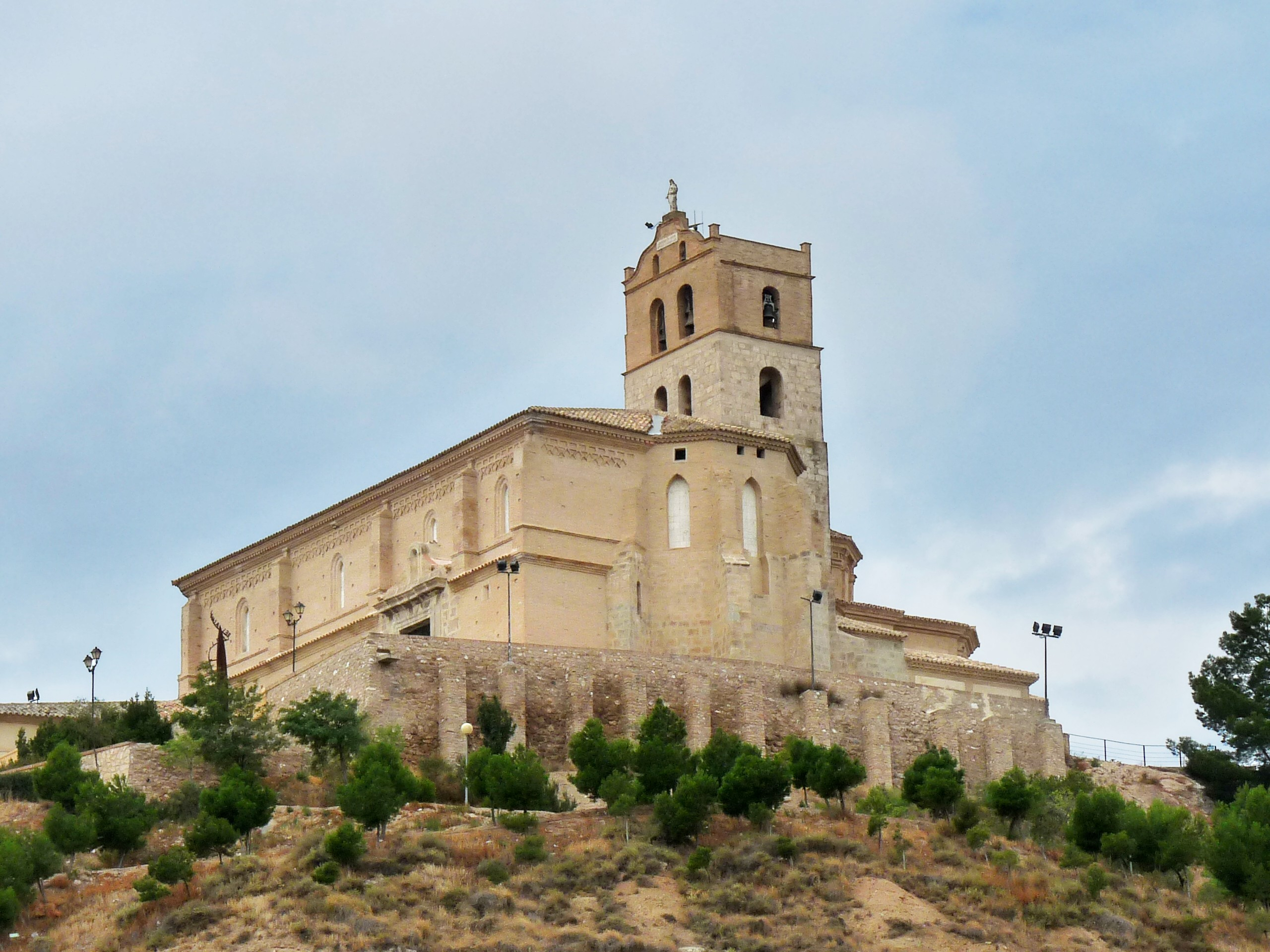
Iglesia de San Lorenzo

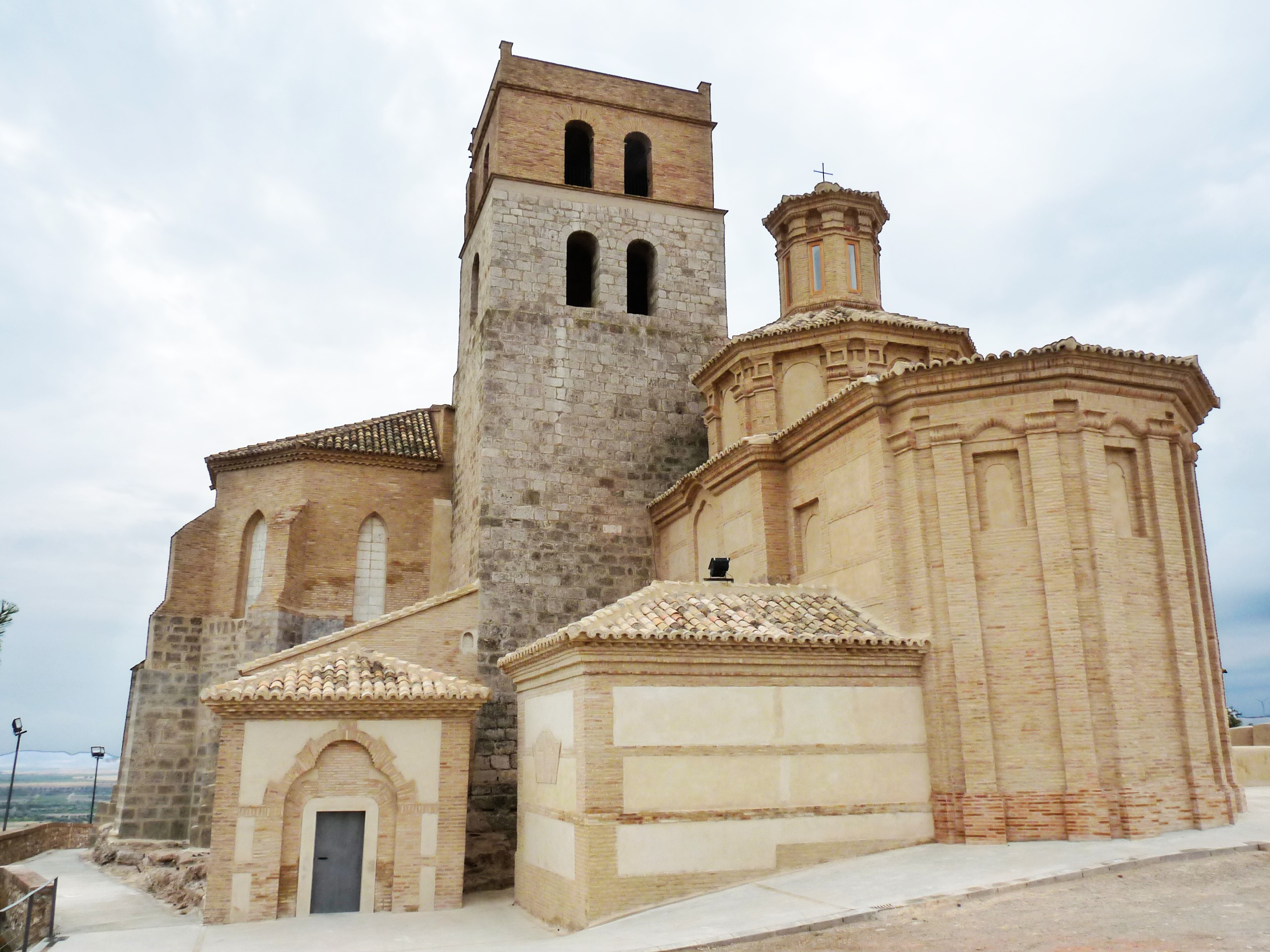
Ábside de la iglesia

Iglesia parroquial donde se veneran a San Lorenzo Mártir y la imagen del Santo Cristo de la Cruz a Cuestas.
El solar de esta iglesia de estilo gótico tardío es donde se encontraba el castillo y al que se encuentra adosado un primitivo edificio religioso, la Capilla de Nuestro Señor Crucificado, que hoy conocemos como “la madia naranja” y al que se accede directamente desde la nave de la iglesia. Esta “media naranja” tuvo usos como sacristía y posteriormente como panteón y de la que a mediados de los 80 se le retiraron los restos de personas adultas y niños allí enterrados.
La iglesia propiamente empieza a construirse en 1533, fecha en la que según consta en la documentación existente se contrata a vecinos de Pozuelo de Aragón para la extracción de piedra que serviría para su construcción.
La iglesia fue terminada y bendecida en 1609 y es del estilo llamado Hallenkirche o de templo de salón o nave de salón, aunque presenta unos trazos más antiguos en la zona de un ábside de cinco lados- y que hoy hace las veces de coro y que debió formar parte de una iglesia o capilla del castillo en el siglo XIV- en el tramo presbiteral y en la torre campanario que fue la torre de homenaje del castillo.
Algunas de las características de esta iglesia, aparte del uso del ladrillo aplantillado, son las de ser de nave única, con pilares cilíndricos formados por plinto, base ática, fuste liso y ábaco, nervaduras de techo, etc.
Debido a los fríos y fuerte vientos del norte (cierzo), la pared norte del templo carece de ventanas.
Es de destacar una singular característica del templo y es que el altar mayor se encuentra situado en el lado oeste del mismo en lugar de en el lado este que es el tradicional en las iglesias.
Entre los elementos constructivos que podemos encontrar en esta iglesia señalaremos la espectacular capilla del Santo Cristo junto con su sacristía, ambas de estilo barroco del siglo XVIII y la cripta o carnerario descubierta en 1985 durante los trabajos de restauración de la iglesia. De esta cripta no se tiene datación de su construcción pero sí se sabe que estaba en uso en 1655, año en el que Jusepe de Arizmendi pide en su testamento ser enterrado en ella.
Entre el mobiliario que hay en San Lorenzo podemos destacar el retablo mayor de estilo barroco con columnas salomónicas para dividir los cuerpos del mismo. En el centro y dominando el retablo, se encuentra la imagen de San Lorenzo con la parrilla. Varios de los cuadros de este retablo son obra del pintor Vicente Berdusan.
Pila bautismal de cerámica de Muel en la que está escrita la leyenda “Soy de Magallón y fabricada en Muel a 2 de Henero de 1783”
Una copia de esta pila bautismal fue entregada al Papa Juan Pablo II en su visita a Zaragoza.
Pila bautismal de mármol pulido en la que la copa es de una sola pieza y con un diámetro de 105 cm. Esta pila bautismal está fechada en 1768.
Pinturas murales situadas en el NE de la nave y cerca del coro.
Entre los elementos de los diversos oficios religiosos se encuentran numerosas piezas que son obras de arte y que fueron hechas entre los siglos XVI y XVII. Entre ellas podemos destacar cajas de oleos, bandejas, Cruz de Relicario, Cruz plateada, Cruz de Procesión, vinajeras, palmatorias, copas y cálices, etc. Algunas de estas piezas son de una gran elaboración por los motivos en ellas representados.
También hay diferentes casullas entre las que cabe destacar una elaborada con corales rojos.
Dado el valor tanto artístico como monetario de estas piezas, este material se encuentra bajo la custodia de la Guardia Civil.
El órgano está situado al lado del coro bajo y con acceso desde la torre de homenaje y es de estilo imperio y con cinco cajas. Está fechado en 1805 y substituyó al original datado en 1547.

### Ermita de Nuestra Señora del Rosario

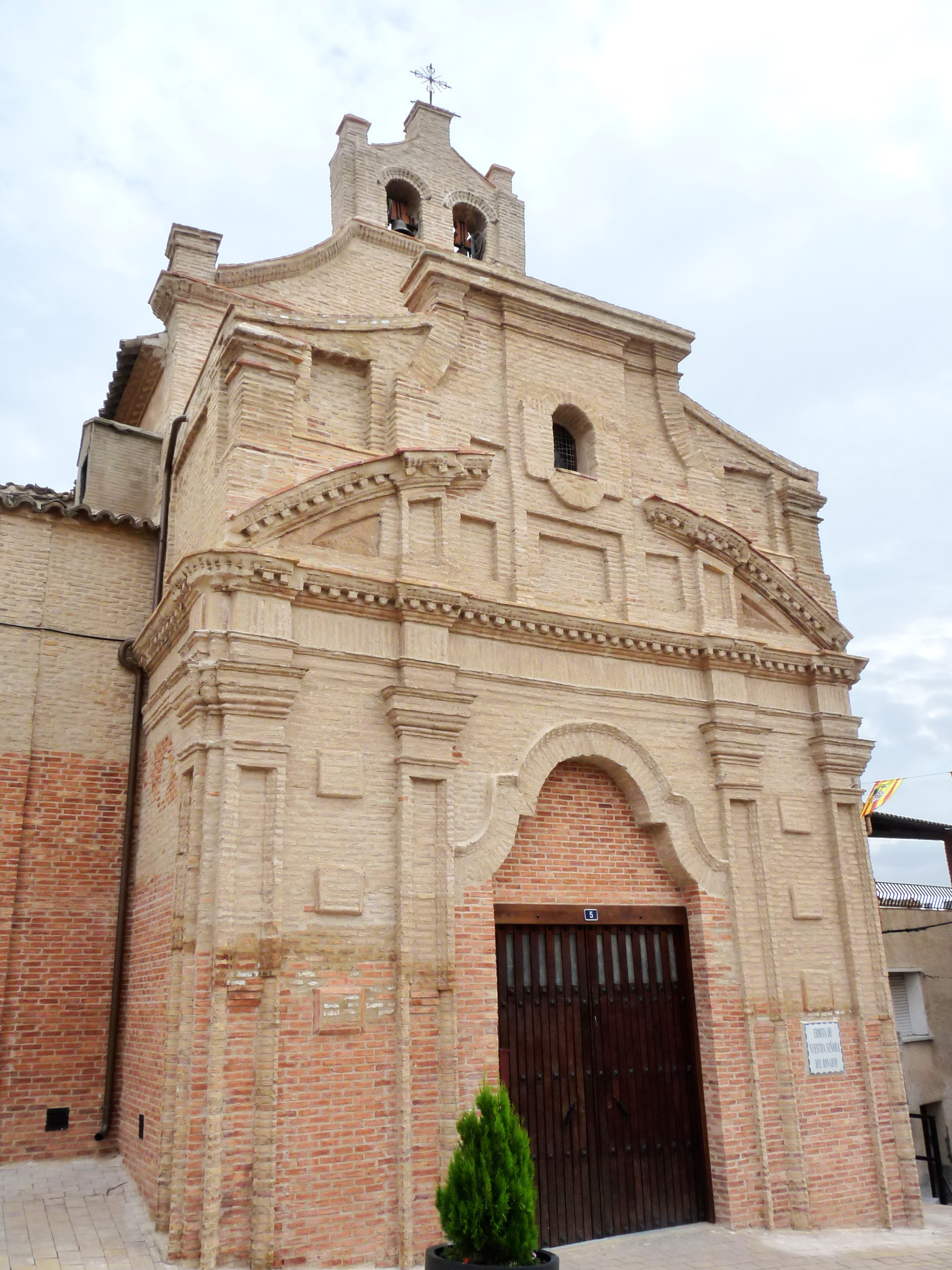
Fachada de la ermita de Nuestra Señora del Rosario.

Es un edificio de estilo barroco en ladrillo colocado a tizón, que se encuentra en el lado este de la Plaza de España (conocida como del Mercado) y es de nave única con cabecera de ¼ de esfera y con capillas entre los contrafuertes y fue construida sobre una antigua ermita de la solo se conserva la planta. La ermita original está datada en 1641 y las últimas modificaciones – ampliaciones para dar mayor cabida de fieles- se hicieron a mediados del siglo XVIII.
En el retablo mayor se encuentran dos hermosas imágenes, una de la titular de la iglesia, La Virgen del Rosario, y otra de Nuestro Señor Crucificado.

### Ermita de San Sebastián
Es la ermita del patrón de la Villa y está situada a 9 km en el término de la Loteta y a corta distancia de las aguas de cola del pantano del mismo nombre.
La construcción de esta ermita se inicia en 1633 y es acabada en mayo de 1634. El estilo del edificio es el conocido como aparejo toledano que le daba granconsistencia y solidez y consta de una planta con tres naves y cuatro tramos con edificios adosados para los cuidadores de la ermita.
El edificio fue parcialmente modificado en el siglo XVIII.
Dado que es un edificio retirado del casco urbano, las obras de arte que en él se encontraban, especialmente unas pinturas barrocas sobre tablas que se encontraban en el retablo mayor, estas han sido retiradas y custodiadas junto con las obras de arte de la iglesia de San Lorenzo.
A esta ermita se va en romería, de gran emotividad y colorido, el último sábado del mes de mayo.

### Otros
De los elementos de interés dentro del casco urbano podemos destacar el conjunto de la plaza del Mercado con sus arcos porticados y una serie de edificios que fueron catalogadas de interés y que fueron publicados por el Cesbor (dependiente de la Institución Fernando el Católico) en 1983 y de los que damos una información gráfica.
Desaparecidos hoy día hubo dos edificios que indicaban la importancia de la Villa, junto con los otros edificios religiosos, y que fueron las ermitas de San Lázaro, que fue albergue de la Orden de San Lázaro (Orden Hospitalaria de Leprosos) y la ermita de San Miguel situada en el barrio del mismo nombre y de la que queda la imagen del titular en una de las viviendas del barrio. Esta ermita fue derruida en el año 1786 debido a su mal estado.

### Monumentos en las cercanías
Fuera del casco urbano y en un radio de ½ km pueden encontrarse:
- Puente de Fornoles de origen romano sobre el río Huecha. Este puente formaba parte de la calzada romana, ahora conocida como Calzada Real, antes mencionada y está bastante modificado aunque aún se pueden apreciar los trazos originales.
- Azud romano situado sobre el río Huecha y al lado derecho del camino conocido como el Sendero.
- Torre vigía romana situada a corta distancia del puente de Fornoles y dominando la calzada y el puente. Esta torre es hoy de propiedad particular.